# Paraphloeostiba

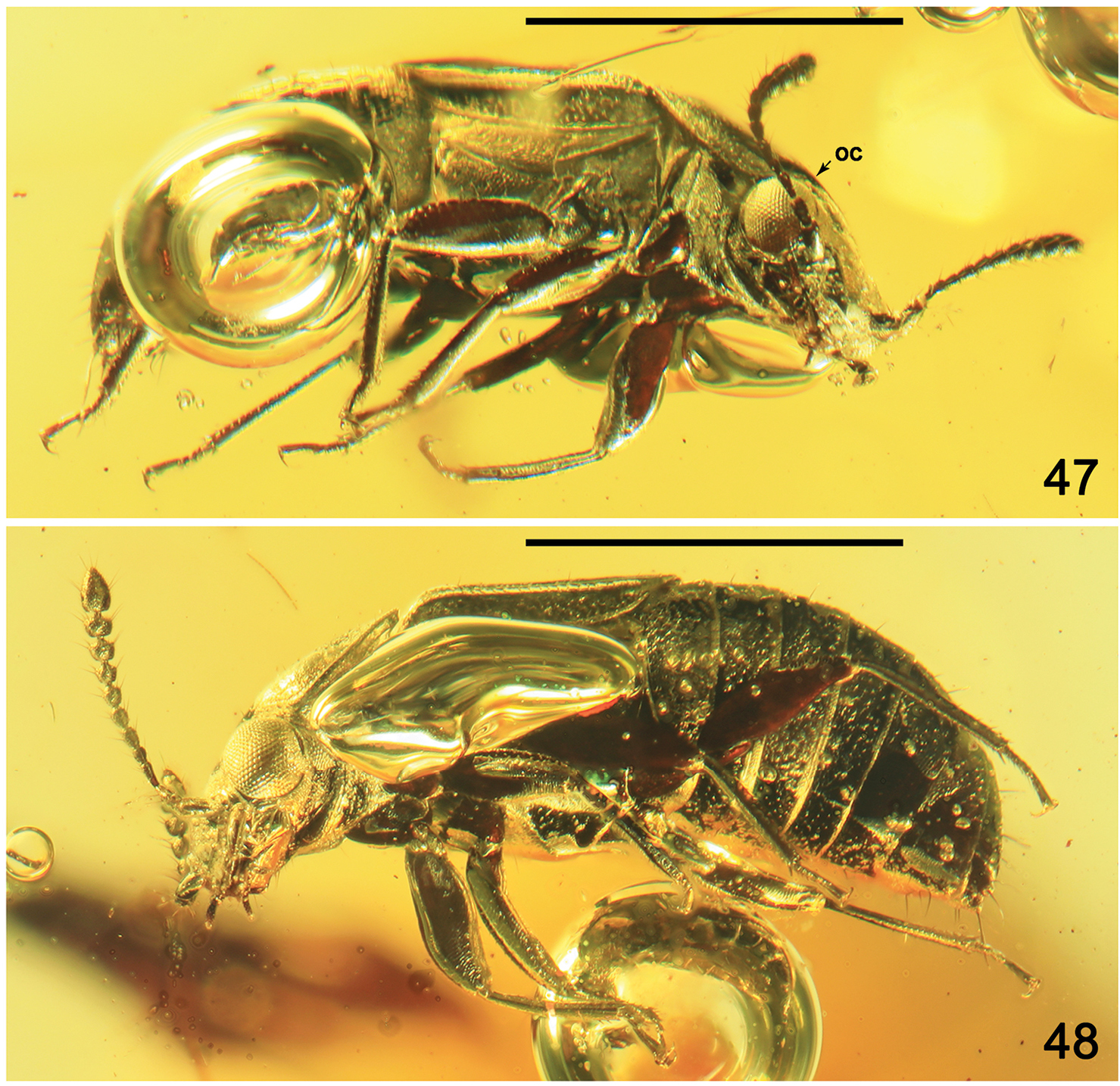
Paraphloeostiba morosa (балтийский янтарь)

Paraphloeostiba (лат.) — род жуков-стафилинид (Staphylinidae). Известно около 60 видов (включая ископаемые находки из балтийского и доминиканского янтаря).

## Распространение
Палеарктика, Неарктика, Индо-Малайзия и Австралия и Океания.

## Описание
Мелкие коротконадкрылые жуки (1,5 — 3 мм). Тело коричневатое, мелко пунктированное, едва заметно волосистое. Антенны довольно короткие, утолщённые к кончику, крайние членики намного шире своей длины. Голова крупная и широкая, округлая, с точечными глазами и фасеточными глазами среднего размера. Пронотум шире длины, с округлыми боками, наиболее широкий перед центром. Надкрылья средней длины, часто примерно вдвое длиннее пронотума. Брюшко длинное и овальное. Обитатели лесных биотопов, которых можно найти под корой мёртвых деревьев.

## Палеонтология
Ископаемые формы обнаружены в эоценовом балтийском янтаре и в миоценовом доминиканском янтаре.

## Классификация
Известно около 60 видов.
- Paraphloeostiba alutacea (Cameron, 1941)
- Paraphloeostiba amooraphila Shavrin, 2017
- Paraphloeostiba ampliata Shavrin, 2020
- Paraphloeostiba apicalis (Cameron, 1925)
- Paraphloeostiba assamensis (Cameron, 1930)
- Paraphloeostiba assimile Shavrin, 2024[2]
- Paraphloeostiba atramentaria Shavrin, 2024
- Paraphloeostiba attenuata Shavrin, 2024
- Paraphloeostiba australiae (Cameron, 1943)
- Paraphloeostiba australica (Cameron, 1943)
- Paraphloeostiba barclayi Shavrin, 2024
- Paraphloeostiba betlephila Shavrin, 2024
- Paraphloeostiba brancuccii Shavrin, 2020
- Paraphloeostiba celebensis Steel, 1960[1]
- Paraphloeostiba cheesmani (Cameron, 1934)
- Paraphloeostiba clavicornis (Wollaston, 1857)
- Paraphloeostiba conjuncta Shavrin, 2023
- Paraphloeostiba cooteri Shavrin, 2020
- Paraphloeostiba coprophila Shavrin, 2024[2]
- Paraphloeostiba coriacea (Cameron, 1952)
- Paraphloeostiba djawensis Steel, 1960[1]
- †Paraphloeostiba dominicana Zanetti, Perreau & Solodovnikov, 2016 — доминиканский янтарь[5]
- †Paraphloeostiba electrica Zanetti, Perreau & Solodovnikov, 2016 — балтийский янтарь[4]
- Paraphloeostiba flaveola Shavrin, 2023
- Paraphloeostiba formosana Shavrin & Smetana, 2016
- Paraphloeostiba fruhstorferi Steel, 1960[1]
- Paraphloeostiba gayndahensis (W.J. MacLeay, 1871)
- Paraphloeostiba guadalcanalensis Shavrin, 2024
- Paraphloeostiba hebridensis (Bernhauer, 1934)
- Paraphloeostiba impressa (Cameron, 1928)
- Paraphloeostiba impressicollis (Cameron, 1924)
- Paraphloeostiba iriana Shavrin, 2024
- Paraphloeostiba kanalensis Steel, 1960[1]
- Paraphloeostiba latissima Shavrin, 2024
- Paraphloeostiba margineguttata Shavrin, 2024[2]
- Paraphloeostiba marianicola Steel, 1960
- †Paraphloeostiba morosa Shavrin & Yamamoto, 2019 — балтийский янтарь[3]
- Paraphloeostiba norfolcensis Steel, 1960[1]
- Paraphloeostiba obesa (Fauvel, 1904)
- Paraphloeostiba okapensis Shavrin, 2024
- Paraphloeostiba opacicollis Steel, 1960[1]
- Paraphloeostiba papuana (Cameron, 1931)
- Paraphloeostiba pilosa Shavrin, 2024[2]
- Paraphloeostiba penelopeae Shavrin, 2024[2]
- Paraphloeostiba rhopalocera (Cameron, 1928)
- Paraphloeostiba riedeli Shavrin, 2024
- Paraphloeostiba rufula Shavrin, 2024
- Paraphloeostiba secreta (Cameron, 1928)
- Paraphloeostiba seychellensis Steel, 1960
- Paraphloeostiba similis Steel, 1960[1]
- Paraphloeostiba singularis (Kraatz, 1859)
- Paraphloeostiba solomonensis Steel, 1960[1]
- Paraphloeostiba sonani (Bernhauer, 1943)
- Paraphloeostiba specularis (Bernhauer, 1915)
- Paraphloeostiba steeli Shavrin, 2024
- Paraphloeostiba subopaca (Cameron, 1924)
- Paraphloeostiba sulcicollis (Fauvel, 1904)
- Paraphloeostiba sumatrensis (Bernhauer, 1905)
- Paraphloeostiba telnovi Shavrin, 2024[2]
- Paraphloeostiba tonkinensis (Cameron, 1940)
- Paraphloeostiba ullrichi Shavrin, 2023
- Paraphloeostiba vitiosa Shavrin, 2024[2]